# Căn hộ siêu nhỏ

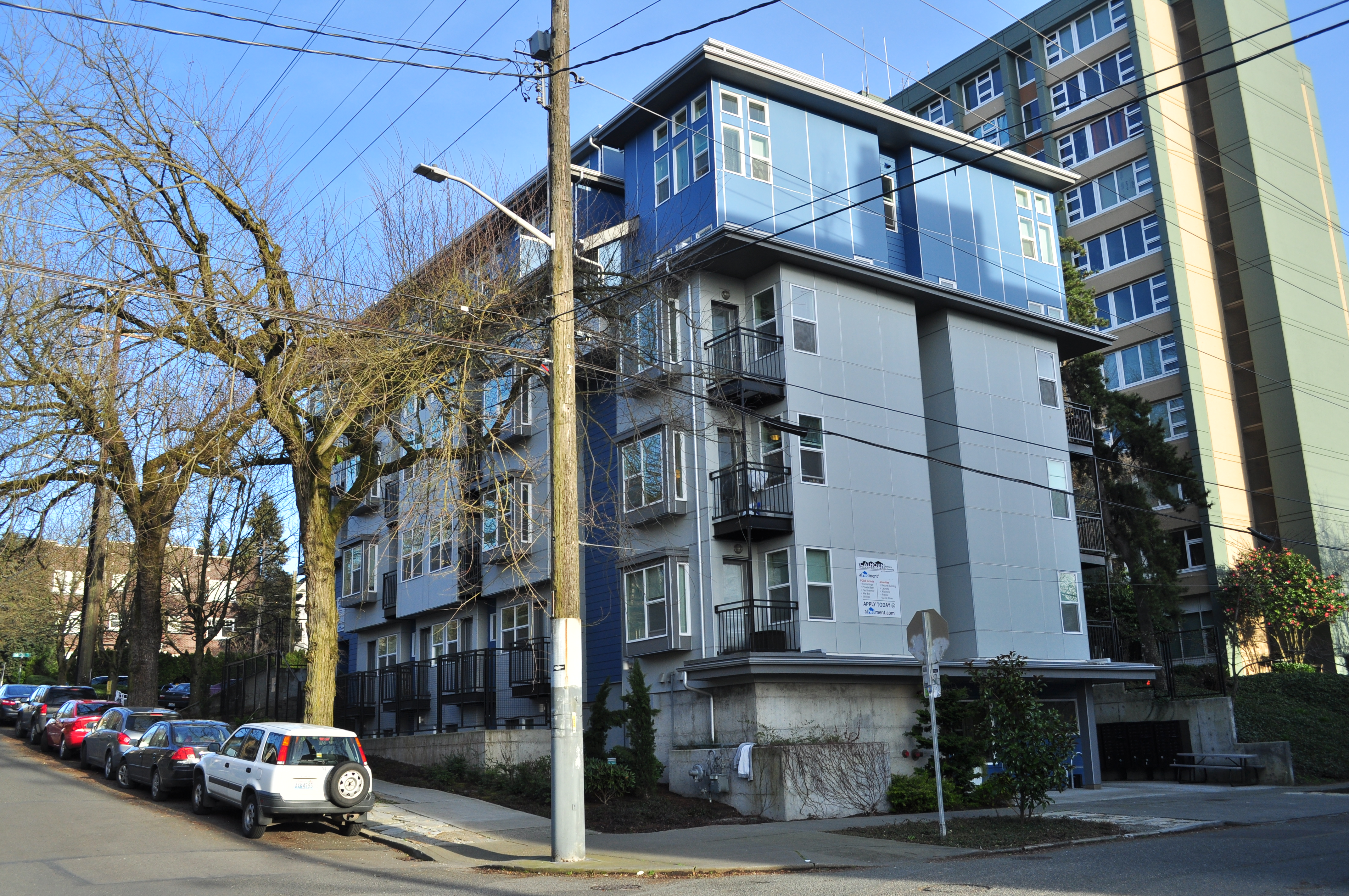
Tòa nhà căn hộ siêu nhỏ "Apodment" nằm tại Capitol Hill, Seattle

Căn hộ siêu nhỏ là một dạng căn hộ chỉ có một phòng và tự phục vụ. Nó thường được thiết kế để có đủ không gian ngồi, chỗ ngủ, phòng tắm và bếp nhỏ, với diện tích khoảng 14–32 mét vuông (150–350 feet vuông).
Căn hộ siêu nhỏ đang ngày càng phổ biến ở các thành phố lớn tại Châu Âu, Nhật Bản, Hồng Kông và Bắc Mỹ. Những căn hộ này giúp các nhà phát triển và chủ nhà kiếm thêm nhiều lợi nhuận, đồng thời cung cấp chỗ ở với giá thấp hơn so với các loại căn hộ khác.

## Khu vực

### Hồng Kông
Một kiến trúc sư tên Gary Chang đã thiết kế căn hộ siêu nhỏ rộng 32 mét vuông. Căn hộ này có tường trượt trên trần. Khi di chuyển các bức tường và sử dụng nội thất gấp, anh có thể biến căn hộ thành 24 phòng khác nhau như nhà bếp, thư viện, phòng giặt, phòng ăn. Tại Hồng Kông, xu hướng căn hộ siêu nhỏ đang phát triển với giá thuê rất cao.

### Ý
Tại Rome, nơi giá bất động sản trung bình vào năm 2010 là 7.800 đô la mỗi mét vuông (725 đô la mỗi foot vuông), đã có những căn hộ siêu nhỏ chỉ 4 mét vuông (45 foot vuông) được rao bán.

### Hoa Kỳ
Tại Hoa Kỳ, nhiều thành phố có quy định về phân vùng, trong đó đặt ra diện tích tối thiểu cho một căn hộ (thường là 400 feet vuông) và giới hạn số người không có quan hệ huyết thống có thể sống chung trong một căn. Căn hộ siêu nhỏ ban đầu phổ biến ở các thành phố ven biển nhưng hiện nay đã lan đến vùng Trung Tây Hoa Kỳ.

## Phê bình
Nhiều người chọn sống trong căn hộ siêu nhỏ vì kinh tế, nhưng sẽ chuyển sang chỗ ở lớn hơn nếu có điều kiện. Căn hộ siêu nhỏ bị chê trách vì không gian quá chật. Giáo sư tâm lý học môi trường Susan Saegert từ Trung tâm Sau đại học CUNY chia sẻ rằng bà đã nghiên cứu nhiều về trẻ em sống trong các căn hộ chật chội và nhà ở thu nhập thấp. Bà nhận thấy các em thường trở nên thu mình và gặp khó khăn trong việc học tập cũng như tập trung. Đối với một số người thuê, căn hộ siêu nhỏ có thể gây bất tiện do không gian chật hẹp khiến mùi hôi dễ tồn tại lâu.
Samuel D. Gosling cho rằng "một căn hộ cũng cần đáp ứng các nhu cầu tâm lý khác như thể hiện bản thân và thư giãn, điều này có thể khó đạt được trong không gian chật hẹp". Trong các căn hộ siêu nhỏ có nhiều người sống chung, vấn đề quyền riêng tư có thể trở thành một mối lo ngại.